# 阿列克谢·波达波夫
阿列克谢·斯捷潘诺维奇·波达波夫（俄语：Алексей Степанови Потапов，1872年—1924年），又译波塔波夫、博达博夫，中文名路博，俄罗斯帝国少将，政治冒险家。

## 生平
波达波夫生于俄罗斯帝国圣彼得堡贵族家庭，1899年毕业于俄罗斯帝国总参学院，同年前往南非担任非正式武官，第二次布尔战争期间被英国逮捕。1900年回到俄罗斯，据称曾镇压义和团运动。1903年担任驻大韩帝国武官。1904年至1905年参与日俄战争。1912年因病以少将军衔转入预备役。1914年第一次世界大战期间返回军队。1915年3月，率约10000人的部队占领梅梅尔，后参与什文蒂尼攻勢。
1917年俄罗斯二月革命期间在国家杜马临时委员会军事委员会主席亚历山大·伊万诺维奇·古契科夫手下任职，后担任副主席。十月革命爆发后，波达波夫伪装成商人前往远东。1918年前往日本，12月被日本驱逐前往中国上海。在上海，波达波夫称自己支持苏维埃权力。他与大同党领导人建立密切联系，被选为大同党中央委员。1920年，他在福建漳州（时为闽南护法区首府）与陈炯明会面，双方讨论了革命合作事宜，期间陈炯明托波达波夫向列宁转交信件。同年，波达波夫在香港与李烈钧会面，收到转交苏俄政府的信件。
1920年11月，波达波夫到达里加，后前往彼得格勒向苏俄外交人民委员会转交了来自中国的信件。在苏俄，波达波夫发现自己的房屋被他人占据。1924年，他前往莫斯科，后失踪。